# Начать сначала (фильм, 2022)
«Начать сначала» — российская спортивная драма режиссёра Ирины Гобозашвили, вышедшая в прокат в сентябре 2022 года. Съёмки фильма по оригинальному сценарию проходили в Красноярском крае при участии профессиональных регбистов и регбийных команд.

## Сюжет
После череды неудач бывший тренер сборной России по регби Олег Боровиков (Владимир Сычёв) возвращается в провинцию — небольшой родной город Лесосибирск. В городе у Олега дурная слава — несколько лет назад он в алкогольном опьянении попал в аварию и пострадала девушка. Теперь он становится тренером школьной регбийной команды. За лето он должен сделать из новичков в регби — чемпионов, а сам должен переосмыслить ценности и вернуть смысл жизни.

## Съёмки
Съёмки фильма проходили в Красноярске и Красноярском крае в августе и сентябре 2020 года при поддержке Федерации регби России. В картине в эпизодических ролях и в качестве статистов задействованы настоящие игроки «Красного Яра» и «Енисея-СТМ», в том числе Рамиль Гайсин, Юрий Кушнарёв, Александр Первухин.

## В ролях
- Владимир Сычёв — Олег Боровиков
- Алексей Шевченков — Даниил Семёнович
- Ольга Хохлова — Нина Васильевна
- Владимир Стеклов — Виктор Михайлович
- Елена Бирюкова — Елена Сергеевна
- Адам Нехай — Димка